# Marginopora
Marginopora es un género de foraminífero bentónico de la subfamilia Soritinae, de la familia Soritidae, de la superfamilia Soritoidea, del suborden Miliolina y del orden Miliolida. Su especie tipo es Marginopora vertebralis. Su rango cronoestratigráfico abarca desde el Mioceno hasta la Actualidad.

## Clasificación
Marginopora incluye a las siguientes especies:
- Marginopora anomala
- Marginopora laciniata
- Marginopora subplicata
- Marginopora vertebralis

Otras especies consideradas en Marginopora son:
- Marginopora hemprichii, aceptada como Coscinospira hemprichii
- Marginopora kudakajimaensis, aceptada como Amphisorus kudakajimaensis

En Marginopora se ha considerado el siguiente subgénero:
- Marginopora (Amphisorus), aceptado como género Amphisorus